# Колтунюк Михайло
Михайло Колтунюк (17 вересня 1890, с. Тернавка (Ланцутський повіт) — 5 грудня 1971, м. Львів) — сотник УГА.

## Життєпис
Народився 1890 в селі Тернавка (Ланцутський повіт) Королівства Галичини і Володимирії, Австро-Угорщина.
У 1908 році закінчив гімназію в Перемишлі, а пізніше правничі студії у Львівському університеті. Покликаний до Австрійської армії в 1914 році до 102-го полку польової артилерії. Був важко поранений у 1916 році на російському фронті, по видужанні призначений ад'ютантом запасної батареї 102 артилерійського полку. Від 9-го листопада 1918 року в УГА у Окремій Військовій Команді Стрий. Служив артилерійським референтом III Корпусу УГА, на цій посаді перебував протягом усіх визвольних змагань. Розпорядком Державного секретаря Військових Справ 1 березня 1919 року піднесений до звання сотника. 
Літом 1920 року з групою генерала Кравса переходить до Чехословаччини де перебуває в таборах інтернованих в Ліберці і Йозефові. 
У травні 1920 року разом із Петром Баковичем відряджений диктатором ЗУНР Петрушевичем до Львова з метою усунення Євгена Коновальця від керівництва УВО, але після спілкування з ним відмовилися від виконання цього завдання. Приєднався до УВО під проводом Коновальця та очолював розвідку у Львові.   
В 1926-1930 роках закінчив у Празі Високу Школу Заграничної Торгівлі і отримав диплом торгівельного інженера.
Помер у Львові 5 грудня 1971 року.
В УГА служили два брати Михайла, Мирослав та Роман.

### Праці
- Автор спогадів "З українсько - польських боїв : спомин парламентаря" (Український Скиталець. 1923. Ч. 6, 7, 9/10-12)